# Arnaud Leparmentier
Arnaud Leparmentier é um jornalista francês. De 2012 a 2017 foi diretor editorial do jornal Le Monde e desde então é correspondente em Nova Iorque.

## Biografia
Formou-se na HEC Paris em 1990. Ingressou na equipa editorial do Le Monde em 1995. Foi correspondente na Alemanha de 1997 a 2001 e, mais tarde, chefe do gabinete político em Bruxelas (2001–2005). Durante o mandato de Sarkozy, foi responsável pela política do Eliseu. Desde 2012 é vice-editor-chefe, depois diretor editorial e desde 2017 é correspondente em Nova Iorque.
Trabalhou também em diversas estações de rádio e televisão (Europe 1, France Inter, I-Tele).

## Livros
- Com Stéphane Grand, Nicolas Sarkozy, les coulisses d'une défaite, Paris, L'Archipel, 2012, 280 p. (ISBN 978-2-8098-0719-6).
- Ces Français, fossoyeurs de l'euro, Paris, Plon, coll. « Tribune libre », 2012, 241 p. (ISBN 978-2-259-22008-8, BNF 43522807).

## Prémio
- 2013 Le Prix du Livre Européen para Ces Français, fossoyeurs de l'euro.[6]